# Kecamatan Sukakarya
Kecamatan Sukakarya (indonesiska: Sukakarya) är ett distrikt i Indonesien.   Det ligger i provinsen Aceh, i den västra delen av landet, 1 900 km nordväst om huvudstaden Jakarta. Kecamatan Sukakarya ligger på ön Pulau We.